# Protestantse kerk (Best)
De Protestantse kerk is een protestants kerkgebouw in de Noord-Brabantse plaats Best, gelegen aan de Koningin Julianaweg Zuid 1, in de wijk Wilhelminadorp.

## Geschiedenis
Vooral de komst van Bata naar Best, in 1933, zorgde voor een toename van het aantal protestanten. Een definitief kerkgebouw was er echter niet. Na de Tweede Wereldoorlog nam het aantal protestanten nog toe, tot ongeveer 250. In 1957 kregen zij een eigen kerkgebouw, naar ontwerp van Reinier Tybout. Dit gebouw werd in 1993 nog uitgebreid met een aangebouwde kerkzaal welke van kleurrijke ramen werd voorzien. Oorspronkelijk gebouwd als Nederlands Hervormde kerk werd het na de kerkenfusie een protestantse PKN-kerk.
Het kerkje heeft een bescheiden open klokkentorentje boven de ingang.